# Horricreu
Un Horricreu, dins del món de Harry Potter, és un objecte que s'utilitza per emmagatzemar part de l'ànima d'una persona, protegint-lo de la seva mort. S'utilitza amb la finalitat d'aconseguir la immortalitat. Van ser creats per J.K. Rowling en els llibres de la saga.
- En el cas que el cos del creador d‘Horricreus morís, la persona encara seria capaç de sobreviure i el cos es mantindrà en un estat de forma no corporal capaç de ser ressuscitada per un altre mag.
- En el cas que tots els Horricreus del creador siguin destruïts, l'única ànima que quedaria en el món material seria el cos, la destrucció del qual significa la mort final.
- Els Horricreus poden crear-se en dos cossos diferents: objectes inanimats o organismes vius. Cal dir que els organismes vius són molt més difícils i arriscats de crear, ja que un ésser viu és capaç de moure's i pensar per si sol.

No hi ha límit al nombre d'Horricreus que pot crear un mag o una bruixa. Tanmateix, a mesura que l'ànima del creador dels Horricreus es divideix en porcions progressivament més petites, ell o ella perd més de la seva humanitat natural i l'ànima es torna cada vegada més inestable.

## Història i inicis

### Descobriment
En sabem molt poc sobre els orígens d'aquesta màgia negra. Es va esmentar que el primer mag a crear un Horricreu va ser Herpo el Boig, un antic mag tenebrós grec, el qual també parlava Parcer (el llenguatge de les serps) i tenia un basilisc sota el seu control. Aquest mateix basilisc va ser qui va convertir en Horricreu.
L'únic altre creador conegut d'ells va ser Lord Voldemort, que possiblement és l'únic que hagi creat amb èxit més d'un Horricreu. De fet, Voldemort va crear vuit Horricreus.

### La prohibició a Hogwarts
La naturalesa i els conceptes d'Horricreus són tan terrorífics i nocius, que es van mantenir en secret de la majoria del món màgic, i pocs sabien el qual eren. L'escola Hogwarts de màgia i encanteris va prohibir el tema d'Horricreus i, fins i tot, llibres com Magick Moste Evile o The Secrets Of The Dark Arts desbordarien el tema provocant el caos, en el millor dels casos. Per tant, el director de l'escola Dumbledore, va tancar tots els llibres que contenien informació d'aquesta màgia negra a la secció prohibida de la llibreria de Hogwarts. En realitat, ningú sabia ben bé quins serien els efectes de crear més d'un Horricreu, ja que cap d'ells, a part de Voldemort, ho ha fet mai.

## Com crear Horricreus?

### La seva creació
La creació d'un Horricreu obliga a separar l'ànima del creador. Aquell qui vulgui crear Horricreus, ha d'elaborar un encanteri especial per tal d'infondre la part de l'ànima arrencada del creador en un objecte, el qual es convertirà en Horricreu.
No hi ha cap límit a la quantitat d'Horricreus que un mag pot crear. Però d'alguna forma, cada vegada que decideixi crear un nou Horricreu, part de la seva humanitat natural es perdrà i, molt probablement, el mag aconseguirà el seu objectiu, ser immortal. Això sempre que tots els Horricreus no siguin destruïts correctament.

### Sacrifici humà
En el moment en què vulguis crear un Horricreu, heu de vincular la vostra ànima amb un encanteri especial. Aquest tipus d'encanteri, no n'és un de qualsevol. Per tal de crear un Horricreu, el mag o bruixa ha de fer una espècie de sacrifici humà. Aquest sacrifici ha de ser llançant l'encanteri Avada Kedavra (encanteri el qual mata a la persona a l'instant) i que el encanteri reboti al cos (animat o inanimat que té més a prop) i, per tant, emmagatzemar part de la seva ànima dins del objecte a través del encanteri.
El procés pot ser extremadament dolorós, especialment si intenteu separar la vostra ànima en un Horricreu per primera vegada. Si el mag o bruixa no està segur/a de si mateix/a, el encanteri matarà a la persona però no et servirà de res. Pot haver-hi vegades, en situacions molt concretes, un fragment de l'ànima pot rebotar i emmagatzemar-se dins d'un objecte sense la intenció o el coneixement del mag. Tot i que l'objecte, com qualsevol altre Horricreu, preservarà la immortalitat del creador, no es convertiria en un objecte de foscor. En el moment que ja tingueu el vostre propi Horricreu o Horricreus, la idea és amagar o ocultar on es troben per tal que no els trobin amb la intenció de destruir-los, la qual cosa significa la mort del mag.

## Els Horricreus d'en Lord Voldemort

### L'Anell de Sorvolo Gaunt
L'Anell de Sorvolo Gaunt va ser el primer Horricreu d'en Voldemort, que pretenia a la família Gaunt, els seus ascendents. És un anell daurat amb una pedra negra al centre, la pedra de la resurrecció (una de les relíquies de la mort). Per tal de crear aquest Horricreu, Tod Rodlel assassina al seu pare Tod Rodlel Sr. (el qual era Muggle). Al crear aquest Horricreu, al Tod Rodlel li produeix una vermellor intensa als ulls. Anys més tard, Dumbledore troba l'anell i el destrueix amb l'espasa de Godric Gryffindor.

### El diari d'en Tod Rodlel
El diari d'en Tod Rodlel és el segon Horricreu d'en Voldemort i el primer que apareix en les pel·lícules. És l'antic diari d'en Tod Rodlel, qui ara és Voldemort, i el crea en el seu 3r any escolar en assassinar la Gemma Gemecs, de la casa Ravenclaw. Anys després que l'Horricreu fos creat, va ser trobat per Lucius Malfoy i la va col·locar entre els objectes personals de la Ginny Weasley. Finalment va ser destruït per en Harry Potter a la cambra dels secrets amb un ullal de basilisc.

### El medalló de Salazar Slytherin
El Collaret o Medalló de Salazar Slytherin és el tercer Horricreu d'en Voldemort. Aquest collaret era propietat d'Hepzibah Smith, una bruixa molt rica i propietària de diversos dels objectes descendents dels fundadors de Hogwarts. El medalló el va comprar en una botiga que es deia Borgin & Burkes, situada en la ronda de Golallop (Londres), el qual havia pertangut a la família Gaunt a través de les seves generacions. Per tal de crear aquest Horricreu, Tod Rodlel assassinà a un sense sostre amb l'edat de 19 anys. El va amagar en una cova a prop del mar sota la protecció de més de cent Inferis (cadàvers humans que han sigut posseïts per una màgia negra per tal d'obeir les ordres del mag) però també el va protegir amb una porta d'entrada a la cova que només s'obre amb sang i una barca que només permet que passi un mag adult. Tod Rodlel va amagar el medalló dins d'un abeurador el qual només podies agafar el que hi ha en el seu interior si et bevies el contingut: La poció de la Desesperació. Però anys més tard va ser trobada per Regulus Black, juntament amb el seu elf domèstic Kreacher i van canviar l'autèntic per un de fals. Quan Regulus mor, diu a Kreacher que destrueixi el medalló, però aquest és incapaç. Fins que mor Sirius Black, el germà de Regulus i Mundungus Fletcher roba el medalló juntament amb altres efectes personals de la família Black per tal de vendre-les. En el moment en què Mundungus creu que no vendrà més, Dolors Umbridge qui li fa xantatge l'acabà comprant. Umbridge és l'última posseïdora abans que Ron, Harry i Hermione li roben el medalló en el ministeri de màgia. Finalment va ser destruït per Ron Weasley en el Bosc de Dean utilitzant l'espasa de Godric Gryffindor.

### La copa d'Helga Hufflepuff
La copa d'Helga Hufflepuff és el quart Horricreu d'en Voldemort. És una petita copa d'or amb dues nanses i amb el símbol del teixó gravat (el teixó és el símbol de la casa de Hufflepuff). A més també pertanyia a la bruixa Hepzibah Smith, la qual li havia estat heretada, ja que ella confirmava que era descendent d'Helga Hufflepuff. Per tal de crear l'Horricreu, Tod Rodlel va assassinar la mateixa Hepzibah Smith (amb aquest Horricreu li van sortir moltes cicatrius per tot el cos), fent creure a tothom que la mort de la bruixa havia estat causada per l'elf domèstic d'Hepzibah. Per tal que l'elf no hi estigués en contra, li va adherir un record a la ment en el qual l'elf afegia verí en el te d'Hepzibah. Anys més tard, després que Voldemort hagués desaparegut, demana a Bellatrix LeStrange que l'amagui a la cambra dels LeStrange dins del Banc de Gringotts. Finalment, a la pel·lícula Harry Potter i les Relíquies de la Mort (Part 2), Hermione Granger la destrueix amb un ullal de basilisc a la Càmera dels Secrets.

### La diadema de Maripau Ravenclaw
La diadema de Maripau Ravenclaw o la Diadema perduda de Ravenclaw va ser el cinquè Horricreu d'en Voldemort. Consisteix en una petita tiara platejada amb la punta superior en forma de corb i amb una pedra Topazi en el centre. Va ser creada per la mateixa Maripau Ravenclaw, utilitzant un encanteri que, en el moment en què te la posessis et tornés més sabi. A més, la diadema portava una inscripció gravada que hi deia: "Wit beyond measure, is man's greatest treasure", que vol dir: "Amb mesura, el tresor més gran de l'home". Maripau va morir poc després que la diadema fos robada per la seva filla, Helena Ravenclaw, qui volia fugir fins a un bosc d'Albania on anys més tard la trobaria Tod Rodlel. Però Helena va ser assassinada pel Baró Sanguini. Abans que això pogués succeir, Helena ja havia amagat la diadema de Ravenclaw dins d'un arbre en un bosc d'Albània. El Baró Sanguini, penedit d'haver matat a una de les descendents dels fundadors de l'escola, es va suïcidar i es va convertir en el fantasma de Slytherin. Quan Harry Potter va a la sala comú de Ravenclaw per tal de parlar amb la Dama Gris, ella li diu que només un jove fa molt de temps li havia preguntat per la localització de la diadema de la seva mare, Tod R. I li confessa que ella li va dir a en Tod on l'havia amagat. Tot i que Helena li havia donat la ubicació exacte de la Diadema, Tod Rodlel va tardar 10 anys a trobar-la. Va utilitzar la mort d'un camperol Albanès per crear l'Horricreu i al crear aquest, Tod Rodlel va perdre el cabell. Finalment va ser destruït per Ronald Weasley (després que Harry Potter li clavés un ullal de basilisc) en donar-li una puntada de peu directe cap a l'interior de la sala dels menesters després que Vincent Crabbe crees per accident un foc diabòlic.

### Nagini
Nagini va ser el sisè Horricreu d'en Voldemort. Nagini és el nom de la serp que Voldemort utilitza com a "animal de companyia". Aquest Horricreu va ser creat en el quart llibre amb la mort de Berta Jorkins. Berta era una treballadora del ministeri de màgia, en l'àrea d'esports i jocs màgics. Un dia va anar a casa dels Crouch i va descobrir el seu secret. Crouch Pare li va llançar un encanteri desmemoritzador tan fort que li va danyar la memòria tornant-la molt sapastre. Poc temps després, Berta va anar de vacances a Albània, on es va haver d'amagar del nou Lord Voldemort després que Quirrell fos aniquilat. Amb l'ajuda de Peter Petegrew, Lord Voldemort va aconseguir desfer l'encanteri desmemoritzador per tal de treure-li informació sobre Crouch Jr. Després la van assassinar, però no sense usar la seva mort per a crear un nou Horricreu i així convertir-la en Nagini. Finalment va ser destruït per Neville Longbottom amb l'espasa de Godric Gryffindor.

### Harry Potter
Harry Potter va ser el setè Horricreu d'en Voldemort. És l'únic Horricreu que va ser involuntari. Quan Voldemort tenia 55 anys, un 31 d'octubre de 1981, va aparèixer en forma de mortifac a la vall de Godric, davant de la casa dels Potter. Just després de matar en James Potter, es va dirigir a l'habitació de la casa amb la intenció de matar el petit Harry. Però la Lily si va oposar i li va oferir que la matés a ella en comptes del seu fill. Voldemort no sabia que fer perquè Snape li havia dit que no ho fes, però com que en la persona d'en Voldemort hi havia menys humanitat cada vegada, no li va fer cas i va acabar matant a Lily. Però el que Voldemort no sabia és que en llançar l'encanteri Avada Kedavra a la Lily, la mort de la Lily s'usaria com a mitjà de creació d'un nou Horricreu dins d'en Harry. Per tant, una part de l'ànima d'en Voldemort es troba en el Harry i això provoca que pugui fer coses com parlar amb serps o veure la ment d'en Voldemort. En el moment en què Voldemort es va adonar que havia rebotat a en Harry, va quedar reduït a una espècie d'espectre sense cap poder. Per tant, va decidir fugir a un bosc d'Albània. En el cas que els aurors i el ministeri l'haguessin trobat sabrien que seguia viu i l'haurien destruït. Finalment, aquest Horricreu va ser destruït en el moment en què Voldemort va quasi matar en Harry amb un Avada Kedavra en el bosc prohibit de Hogwarts.

### Professor Quirrell
El professor Quirrell és el vuitè i últim Horricreu d'en Voldemort. En Quirrell és l'únic Horricreu que només ha sigut temporal. Deu anys després que Lily i James fossin assassinats i que Voldemort marxés a Albània, Quirrell va anar en aquell mateix bosc. Voldemort va sentir que Quirrell era professor en l'escola Hogwarts i simplement el va posseir. Voldemort es va introduir dins del seu cos i va causar la deformitat que tenia Quirrell darrere del cap. Tot i que no va matar a ningú i tampoc va seguir el mètode tradicional de creació d'un Horricreu, es va convertir en un perquè una part de Voldemort estava emmagatzemada dins del seu cos. Finalment va ser assassinat per Harry Potter a la camera de la pedra filosofal, després que en Harry li cremés la cara. El fet que en Harry pogués cremar-li la cara és perquè quan en Voldemort vol atacar-lo a ell, no l'afecta i pot afectar l'altre, ja que ell és un Horricreu.

## Com destruir Horricreus?
Els Horricreus que han estat fets en objectes inanimats són extremadament difícils de destruir. Els mètodes convencionals (trencar o cremar) o encanteris no són suficients perquè l'Horricreu sigui destruït. Per tal de ser destruït, un Horricreu ha de ser sotmès a danys tan greus que la reparació màgica sigui impossible. Molt pocs objectes màgics són capaços de destruir-lo/la. En el moment en què un Horricreu està increïblement danyat, el fragment d'ànima que s'emmagatzema dins es destrueix definitivament.

### Unió d'Horricreus
Tot i que el procés és extremadament dolorós, el creador pot tornar a unir els seus fragments d'ànima fent un ritual en el qual el remordiment serà extremadament profund. Aquest procés obliga al creador a lamentar-se verdaderament i sentir-se malament pels actes que heu fet. El més probable és que no s'aconsegueixi l'objectiu de desfer l'Horricreu i no hi ha altra manera de desfer aquesta màgia negra.

### Ullal de Basilisc
L'ullal de basilisc és un d'aquests objectes màgics que tenen la capacitat de destruir un Horricreu. És una dent de basilisc per on circula el verí, el qual és un dels verins més potents del món. Quan en Harry es baralla contra el basilisc en "Harry Potter i la cambra secreta", aquest el mossega i li clava un dels seus ullals al braç (el verí del qual no afecta en Harry perquè el fènix protector d'en Dumbledore "Fawkes" li va entregar les seves llàgrimes, que són una de les úniques coses capaces de salvar algú de ser enverinat). En Harry utilitza aquest ullal per destruir el diari d'en Tod Rodlel.

### Espasa de Godric Gryffindor
L'espasa de Godric Gryffindor és un altre dels objectes màgics capaços de destruir un Horricreu. És una espasa forjada fa més de mil anys per elfs, la qual està encantada de tal manera que es pot nodrir de tot allò que l'enforteix. És una espasa composta de plata pura i amb robins incrustats (que és la pedra preciosa que representa els colors de Gryffindor). En teoria, l'espasa de Godric Gryffindor no era capaç de destruir Horricreus. Però en el moment en què l'espasa s'impregna del verí de basilisc quan Harry el mata, es nodreix del verí i es converteix en una arma capaç de destruir Horricreus.

### Altres
En les pel·lícules trobem dues maneres més de destruir un Horricreu. La primera és amb un foc diabòlic. Aquest apareix en la destrucció de la diadema de Maripau Ravenclaw en la qual un foc diabòlic és creat per Vincent Crabbe, no el sap controlar i aquest es torna a la seva contra. Quan finalment tots aconsegueixen sortir a fora, Draco Malfoy el destrueix llançant-lo directament dins del foc.
L'altra manera de destruir-lo és amb Avada Kedavra. Però aquest encanteri letal només funciona si és el propi creador qui assassina un dels seus Horricreus animats. En les pel·lícules passa en el cas d'en Harry, que és el propi Voldemort qui assassina en Harry amb aquest encanteri i desfà el malefici d'Horricreu que hi ha dins d'ell. Però el simple fet que en Harry fos un Horricreu el retorna de nou a la vida amb efectes immediats.
| Any Escolar        | Objecte màgic empleat       | Horricreu destruït           | Autor responsable de la destrucció            | Pel·lícula en la qual succeeix                   |
| ------------------ | --------------------------- | ---------------------------- | --------------------------------------------- | ------------------------------------------------ |
| Primer any escolar | Harry Potter                | Professor Quirrell           | Harry Potter                                  | Harry Potter i la pedra filosofal                |
| Segon any escolar  | Ullal de basilisc           | Diari d'en Tod Rodlel        | Harry Potter                                  | Harry Potter i la cambra secreta                 |
| Quart any escolar  | Espasa de Godric Gryffindor | Anell de Sorvolo Gaunt       | Albus Dumbledore                              | No surt a les pel·lícules                        |
| Setè any escolar   | Espasa de Godric Gryffindor | Medalló de Salazar Slytherin | Ronald Weasley                                | Harry Potter i les relíquies de la mort (Part 1) |
| Setè any escolar   | Ullal de Basilisc           | Copa d'Helga Hufflepuff      | Hermione Granger                              | Harry Potter i les relíquies de la mort (Part 2) |
| Setè any escolar   | Foc diabòlic                | Diadema de Maripau Ravenclaw | Harry Potter, Ronald Weasley i Vincent Crabbe | Harry Potter i les relíquies de la mort (Part 2) |
| Setè any escolar   | Espasa de Godric Gryffindor | Nagini                       | Neville Longbottom                            | Harry Potter i les relíquies de la mort (Part 2) |
| Setè any escolar   | Avada Kedavra               | Harry Potter                 | Lord Voldemort                                | Harry Potter i les relíquies de la mort (Part 2) |